# Pogostemon
Chi Tu hùng hay chi Hồng vĩ (danh pháp khoa học: Pogostemon) là một chi thực vật có hoa trong họ Hoa môi (Lamiaceae).

## Các loài
Chi Pogostemon bao gồm khoảng 94 loài. Một số loài như sau:
- Pogostemon auricularius (L.) Hassk. - Đông Nam Á
- Pogostemon cablin (Blanco) Benth. - Quảng hoắc hương. Đông Nam Á.
- Pogostemon cruciatus (Benth.) Kuntze - Tu hùng chữ chập, hồng vĩ chữ thập.
- Pogostemon formosanus Oliv. - Đài Loan
- Pogostemon glaber Benth. - Tu hùng nhẵn, hoắc hương nhẵn.
- Pogostemon heyneanus Benth. - Đông Nam Á
- Pogostemon paludosus Benth. - Miền nam Ấn Độ
- Pogostemon stellatus (Lour.) Kuntze - Hồng vĩ hình sao. Đông Nam Á, Hoa Nam, Bắc Australia.

## Hình ảnh

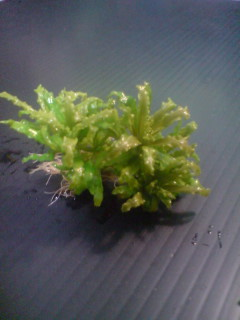
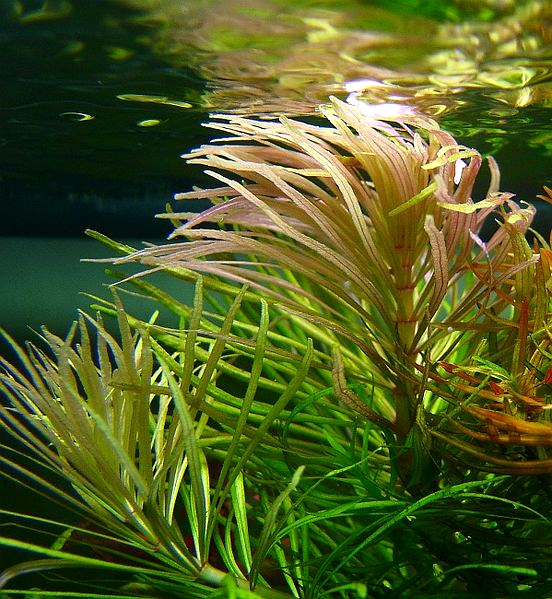
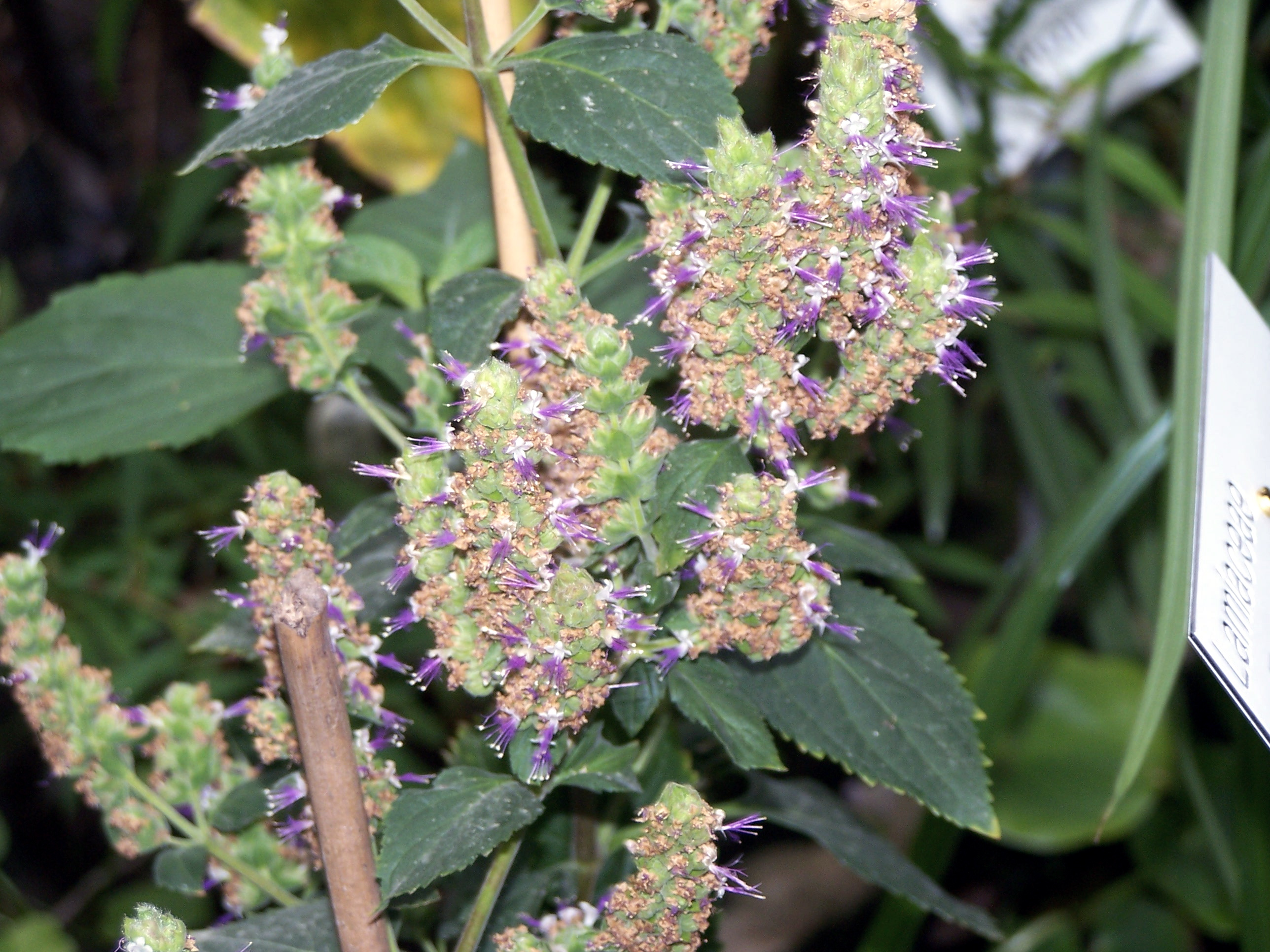
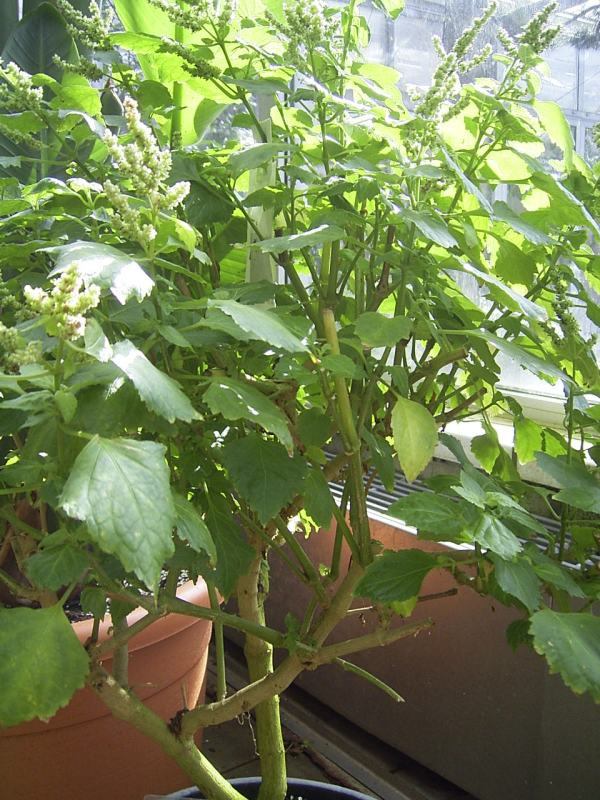